# Jaume Sardà i Ferran
Jaume Sardà i Ferran (Reus, 25 de novembre de 1868 - València 6 de juliol de 1939) va ser un militar, polític i escriptor català.

## Biografia
Als 29 anys, el 1897, s'allistà voluntari a la guerra de Cuba. Va sortir de l'exèrcit el 1902, amb el grau de tinent i guardonat amb 12 medalles de guerra. Reintegrat a la vida civil, fundà a Tarragona l'any 1903 el setmanari bilingüe Fraternidad Republicana, un periòdic republicà federal que defensava les idees de Julià Nougués. El director n'era Ramon Mayner. Es va deixar de publicar el mateix any 1903. Mes endavant, Jaume Sardà va ser director del periòdic El Porvenir de Valls. Tornat a Reus, va ser funcionari municipal. Afiliat al Partit Republicà Radical, fundà a la seva ciutat El Consecuente el 1908, portaveu del partit, i organitzà als republicans radicals a la demarcació.
Des de la seva joventut col·laborà en diverses publicacions reusenques: el setmanari humorístic La Palma (1899), la Revista del Centre de Lectura (1902), Las Circunstancias (1903), el Diario de Reus (1909), Athenaeum (1910), el diari Avui (1936) i l'Heraldo de Reus, durant uns anys.
Conreà la poesia tant en català com en castellà, va fer lletres per a caramelles i diversos himnes polítics, i publicà llibres de poemes com Idealitats: ratlles curtes (Reus, 1919). En prosa destaquen la novel·la L'Abisme (Reus, 1929) i en teatre Avant (Reus, 1908), El que són les dones (Reus, 1924), L'Imbècil (Reus, 1924). Publicà també una biografia de Güell i Mercader (Reus, 1905) i una altra de Joaquim Maria Bartrina (Reus 1925), i diversos assaigs, entre els quals destaca La obra dels patricis: Reus - Salou (Reus: Artes Gráficas Rabassa, 1926), sobre el canal de Reus a Salou i l'expansió de les urbanitzacions a la platja. El 1934 va sol·licitar a l'Ajuntament de Reus una subvenció per a publicar un vocabulari català. Al final de la guerra civil, va ser detingut i portat a València, on morí a la presó el 1939.